# Serguéi Fiódorov
Serguéi Víktorovich Fiódorov (en cirílico Сергей Викторович Фёдоров, nacido el 13 de diciembre de 1969 en Pskov, Rusia) es un exjugador profesional de hockey sobre hielo que actualmente dirige como General Mánager la sección de hockey de hielo del CSKA Moscú. Es el jugador ruso que más goles ha anotado en la NHL y ha sido tres veces campeón de la Stanley Cup. También se le conocer por las transliteraciones inglesas de su apellido, Fedorov o Fyodorov.

## Historia
Fiódorov comenzó su carrera profesional en Rusia, jugando para la sección de hockey del CSKA Moscú, al igual que hicieran otros jugadores como Pável Bure o Aleksandr Moguilni, y en 1989 fue elegido en el draft de la NHL para jugar con los Detroit Red Wings. Como en aquella época aún existía la Unión Soviética y los jugadores de ese país no podían partir a equipos de Estados Unidos, Fiódorov aprovechó en 1990 una gira de su equipo en Seattle, con motivo de los Goodwill Games, para escapar del hotel donde estaban concentrados y marcharse en avión rumbo a Detroit.
Con unas tres primeras temporadas en las que tuvo una participación activa, comenzó a destacar en la temporada 1993-94. Ese año consiguió superar por primera vez los 100 puntos (56 goles y 64 asistencias) y fue premiado con el Trofeo Hart, siendo así el primer europeo en lograrlo, el Frank J. Selke Trophy y el Lester B. Pearson Award. En 1996 volvió a superar los 100 puntos (39 goles y 68 asistencias), y en 1997 gana con su equipo la Stanley Cup.
Tras la huelga que afectó al desarrollo de la temporada 1997-98, Fiódorov firmó como agente libre por los Carolina Hurricanes con un contrato de 38 millones de dólares, pero Detroit consiguió superar la oferta y se quedó con el deportista ruso. Con 28 millones de dólares pagados por 43 partidos, Fiódorov fue el jugador mejor pagado durante una temporada en la historia de la NHL. Su contribución fue importante en la consecución de la Stanley Cup en esa misma campaña.
Una temporada después Fiódorov decidió crear, empleando para ello su salario base de la temporada (2 millones de dólares), la Fundación Serguéi Fiódorov de asistencia a los niños de Detroit. En años posteriores con los Red Wings, Sergei continuó mejorando sus marcas durante los playoffs, y logra la tercera Stanley Cup con Detroit en 2002. Fuera de la NHL, consiguió la medalla de plata con Rusia en los Juegos Olímpicos de Invierno de Nagano 1998 y la de bronce en Salt Lake City 2002. A su marcha, Fiódorov logró situarse cuarto en las estadísticas de Detroit como mejor atacante, siendo solo superado por Gordie Howe, Steve Yzerman y Alex Delvecchio, y es uno de los que más partidos disputó con la franquicia de Míchigan.
Al finalizar la temporada 2002-03, Fiódorov firmó con los Mighty Ducks of Anaheim tras una larga disputa con su equipo por la renovación de su contrato. El movimiento casuó polémica entre aficionados del equipo de Detroit, que criticaron la decisión de Sergei. El jugador permaneció en ese equipo durante dos años, y con los Ducks consiguió superar los 1000 puntos, pasando a ser el primer jugador ruso en hacerlo. Al poco de empezar la temporada 2005-06 fue traspasado a los Columbus Blue Jackets, y con el equipo de Ohio alcanzó los 1000 partidos disputados en la NHL.
El 26 de febrero de 2008 Fiódorov fue traspasado a los Washington Capitals a cambio de la elección de draft Ted Ruth, y poco después firmó, con 38 años de edad, un contrato por valor de 4 millones de dólares con el equipo capitalino. El 25 de octubre de ese mismo año Fiódorov superó a Aleksandr Moguilni como el ruso que más goles ha marcado en la NHL, superando así una marca de 473 anotaciones.
En la temporada 2009-10 Fiódorov volvió a Rusia con un contrato de 2 años y 270 millones de rublos (9,2 millones de dólares) el primer año, jugando para el Metallurg Magnitogorsk. Con ello quiso hacer realidad el sueño de su padre, el de ver a sus dos hijos jugando en el mismo equipo.

## Trayectoria y estadísticas[5]
J = Partidos Jugados; G = Goles; A = Asistencias; Pts. = Puntos; Pen. = Penaltis
|                 |                         |                 |       | Temporada regular | Temporada regular | Temporada regular | Temporada regular | Temporada regular |    | Playoffs | Playoffs | Playoffs | Playoffs | Playoffs |
| Temporada       | Equipo                  | Liga            | J     | G                 | A                 | Pts.              | Pen.              | J                 | G  | A        | Pts.     | Pen.     |          |          |
| --------------- | ----------------------- | --------------- | ----- | ----------------- | ----------------- | ----------------- | ----------------- | ----------------- | -- | -------- | -------- | -------- | -------- | -------- |
| 1986–87         | CSKA Moscú              | URSS            | 29    | 6                 | 6                 | 12                | 12                | —                 | —  | —        | —        | —        |          |          |
| 1987–88         | CSKA Moscú              | URSS            | 48    | 7                 | 9                 | 16                | 20                | —                 | —  | —        | —        | —        |          |          |
| 1988–89         | CSKA Moscú              | URSS            | 44    | 9                 | 8                 | 17                | 35                | —                 | —  | —        | —        | —        |          |          |
| 1989–90         | CSKA Moscú              | URSS            | 48    | 19                | 10                | 29                | 20                | —                 | —  | —        | —        | —        |          |          |
| 1990-91         | Detroit Red Wings       | NHL             | 77    | 31                | 48                | 79                | 66                | 7                 | 1  | 5        | 6        | 4        |          |          |
| 1991–92         | Detroit Red Wings       | NHL             | 80    | 32                | 54                | 86                | 72                | 11                | 5  | 5        | 10       | 8        |          |          |
| 1992–93         | Detroit Red Wings       | NHL             | 73    | 34                | 53                | 87                | 72                | 7                 | 3  | 6        | 9        | 23       |          |          |
| 1993–94         | Detroit Red Wings       | NHL             | 82    | 56                | 64                | 120               | 34                | 7                 | 1  | 7        | 8        | 6        |          |          |
| 1994–95         | Detroit Red Wings       | NHL             | 42    | 20                | 30                | 50                | 24                | 17                | 7  | 17       | 24       | 6        |          |          |
| 1995–96         | Detroit Red Wings       | NHL             | 78    | 39                | 68                | 107               | 48                | 19                | 2  | 18       | 20       | 10       |          |          |
| 1996–97         | Detroit Red Wings       | NHL             | 74    | 30                | 33                | 63                | 30                | 20                | 8  | 12       | 20       | 12       |          |          |
| 1997–98         | Detroit Red Wings       | NHL             | 21    | 6                 | 11                | 17                | 25                | 22                | 10 | 10       | 20       | 12       |          |          |
| 1998–99         | Detroit Red Wings       | NHL             | 77    | 26                | 37                | 63                | 66                | 10                | 1  | 8        | 9        | 8        |          |          |
| 1999–00         | Detroit Red Wings       | NHL             | 68    | 27                | 35                | 62                | 22                | 9                 | 4  | 4        | 8        | 4        |          |          |
| 2000–01         | Detroit Red Wings       | NHL             | 75    | 32                | 37                | 69                | 40                | 6                 | 2  | 5        | 7        | 0        |          |          |
| 2001–02         | Detroit Red Wings       | NHL             | 81    | 31                | 37                | 68                | 36                | 23                | 5  | 14       | 19       | 20       |          |          |
| 2002–03         | Detroit Red Wings       | NHL             | 80    | 36                | 47                | 83                | 52                | 4                 | 1  | 2        | 3        | 0        |          |          |
| 2003–04         | Mighty Ducks of Anaheim | NHL             | 80    | 31                | 34                | 65                | 42                | —                 | —  | —        | —        | —        |          |          |
| 2004–05         | No se disputó           | —               |       |                   |                   |                   |                   |                   |    |          |          |          |          |          |
| 2005–06         | Mighty Ducks of Anaheim | NHL             | 5     | 0                 | 1                 | 1                 | 2                 | —                 | —  | —        | —        | —        |          |          |
| 2005–06         | Columbus Blue Jackets   | NHL             | 62    | 12                | 31                | 43                | 64                | —                 | —  | —        | —        | —        |          |          |
| 2006–07         | Columbus Blue Jackets   | NHL             | 73    | 18                | 24                | 42                | 56                | —                 | —  | —        | —        | —        |          |          |
| 2007–08         | Columbus Blue Jackets   | NHL             | 50    | 11                | 30                | 41                | 38                | —                 | —  | —        | —        | —        |          |          |
| 2007–08         | Washington Capitals     | NHL             | 18    | 2                 | 11                | 13                | 8                 | 7                 | 1  | 4        | 5        | 8        |          |          |
| 2008–09         | Washington Capitals     | NHL             | 52    | 11                | 22                | 33                | 50                | 14                | 1  | 7        | 8        | 12       |          |          |
| 2009-10         | Metallurg Magnitogorsk  | KHL             | 50    | 9                 | 20                | 29                | 47                | 8                 | 1  | 1        | 2        | 4        |          |          |
| 2010–11         | Metallurg Magnitogorsk  | KHL             | 48    | 7                 | 16                | 23                | 40                | 20                | 5  | 7        | 12       | 16       |          |          |
| Total en la NHL | Total en la NHL         | Total en la NHL | 1,248 | 483               | 696               | 1,179             | 839               | 183               | 52 | 124      | 176      | 133      |          |          |

## Palmarés
- Equipo de Novatos de la NHL - 1991
- Equipo de las Estrellas de la NHL - 1994
- All-Star Game de la NHL - 1992, 1994, 1996, 2001, 2002, 2003
- All-Star Game SuperSkills Competition - Ganador del "Fastest Skater" (1992, 1994) y del "Hardest Shot" (2002)
- Frank J. Selke Trophy - 1994, 1996
- Hart Memorial Trophy - 1994
- Lester B. Pearson Award - 1994
- Jackie Robinson Humanitarian Award - 2000
- Kharlamov Trophy - 2003
- Mejor Jugador de la NHL por Sporting News - 1994
- Mejor Patinador de la NHL por The Hockey News - 2003
- Finalista del Calder Trophy - 1991
- Finalista del Frank J. Selke Trophy - 1992 (2.º), 1993, 1995 (4.º)
- Finalista del Lady Byng Trophy - 1994 (4.º)
- Finalista del Hart Memorial Trophy - 1996 (5.º), 2003 (9.º)
- Máximo Goleador de la temporada 1993-94 de la NHL (39)
- Líder en Puntos en los Playoffs de la NHL de 1995 (24)
- Líder en Asistencias en los Playoffs de la NHL de 1995 (17)
- Líder en Asistencias en los Playoffs de la NHL de 1996 (18)
- Líder en Goles en los Playoffs de la NHL de 1996 (10)
- 3.er único jugador en conseguir 20+ puntos en los Playoffs de la NHL cuatro temporadas consecutivas (1995-98)
- 3.er máximo puntuador de los Playoffs de la NHL en los 90s - 134 puntos
- Uno de los 44 jugadores en conseguir 5 goles en un partido en la NHL
- 5.º jugador en la historia de los Detroit Red Wings en puntos, goles y asistencias
- 8.º máximo anotador de short-handed en la temporada regular de la NHL (36)
- 9.º máximo anotador de game-winning en la temporada regular de la NHL (93)
- 13.er máximo puntuador en los Playoffs de la NHL (176)
- 12.º máximo anotador de short-handed en los Playoffs de la NHL (5)
- 8.º máximo asistente en los Playoffs de la NHL (124)
- 17.º mejor jugador en +/- en los Playoffs de la NHL (+38)
- Stanley Cup - 1997, 1998 y 2002 con Detroit Red Wings
- Medalla de Oro en los Goodwill Games de 1990 (URSS)
- Semifinalista en el Campeonato del Mundo de Hockey de 1996 (Rusia)
- Medalla de Plata en los Juegos Olímpicos de Invierno de 1998 (Rusia)
- Medalla de Bronce en los Juegos Olímpicos de Invierno de 2002 (Rusia)
- 2005 Primus Challenge Bowl
- Medalla de Plata en al Campeonato del Mundo Junior de Hockey de 1988 (URSS) y miembro del Equipo del Torneo
- Medalla de Oro en al Campeonato del Mundo Junior de Hockey de 1989 (URSS)
- Medalla de Oro en el Campeonato del Mundo de Hockey de 1989 (URSS)
- Medalla de Oro en el Campeonato del Mundo de Hockey de 1990 (URSS)
- Medalla de Oro en el Campeonato del Mundo de Hockey de 2008 (Rusia)
- Medalla de Plata en el Campeonato del Mundo de Hockey de 2010 (Rusia)